# La Beauté du diable
La Beauté du diable is een Franse filmkomedie uit 1950 onder regie van René Clair.

## Verhaal
Wanneer professor Faust op emeritaat gaat, spijt het hem dat hij nog steeds niets weet over de ware geheimen der natuur. Hij sluit daarop een pact met Mephistopheles. Hij verruilt zijn ziel voor jeugd en rijkdom.

## Rolverdeling
| Acteur           | Personage                   |
| ---------------- | --------------------------- |
| Michel Simon     | Mephistopheles, Faust (oud) |
| Gérard Philipe   | Faust (jong)                |
| Simone Valère    | Prinses                     |
| Carlo Ninchi     | Prins                       |
| Nicole Besnard   | Marguerite                  |
| Gaston Modot     | Zigeuner                    |
| Raymond Cordy    | Antoine, de butler          |
| Tullio Carminati | Diplomaat                   |
| Paolo Stoppa     | Beambte                     |